# Ландсгут (хокейний клуб)
ХК «Ландсгут» (нім. EV Landshut) — хокейний клуб з м. Ландсгут, Німеччина. Заснований у 1948 році, в 2002–2013 роках «Ландсгут Каннібалс». Виступає у чемпіонаті Оберліга-південь.

## Історія

### Перші кроки та становлення клубу
Перший хокейний клуб у Ландсгуті створено ще в 1934 році. Команда виступала здебільшого у другому дивізіоні. Під час Другої світової війни команда грала товариські матчі, через військові дії спортивні змагання не мали усталеного графіку.
Після війни була сформована Ландесліга. На базі існуючого спортивного клубу 25 квітня 1948 року було засновано хокейний клуб, який отримав назву ХК «Ландсгут». Вісім сезонів новостворений клуб провів у Ландеслізі. В сезоні 1956/57 клуб посів перше місце та здобув право виступати в Оберлізі.

### Від невдахи до чемпіона Бундесліги (1957—1994)
Напередодні першого сезону в Оберлізі постало питання будівництва штучної ковзанки для отримання конкурентоспроможної команди у лізі. Після тривалих перемовин, місцева влада зголосилася на будівництво льодової арени замість басейну, арена була своєчасно збідована правда без даху. Офіційне відкриття відбулося 10 листопада 1957 матчем проти «Кіцбюеля». 5000 глядачів стали свідками нічиєї 4:4. Після сезону 1957/58 змінився регламент чемпіонату ФРН з хокею. З сезону 1958/59 вищий дивізіон отримав назву Бундесліга, а ХК «Ландсгут» опинився у другому дивізіоні.
Клуб весь час тримається в чільній групі але через брак власних гравців та відсутності власної школи як такої, команді не вистачає стабільності. Хоча від сезону до сезону баварці прогресують. Якщо в першому сезоні, вони посіли п'яте місце, то вже наступного четверту сходинку, а в сезонах 1959/60 та 1960/61 вони фінішують на другому місці. 
У сезоні 1961/62 клуб з Баварії фінішує першим але в перехідних матчах поступився «Айнтрахту» (Дортмунд) 0:1 та 2:5.
Сезон 1962/63 ХК «Ландсгут» виграє за всіма пунктами, залишивши позаду Дюссельдорф ЕГ, здобувши право на підвищення.
Сезон 1963/64 баварський клуб розпочав у Бундеслізі, як один із аутсайдерів, домашні матчі між іншим збирали по десять тисяч глядачів. «Ландсгут» дебютний чемпіонат завершив на п'ятому місці. У 1965 році баварці підписали контракт про співпрацю із празькою «Спартою», клуби провели разом тренувальні збори та товариські матчі. У 1967 домашня ковзанка отримала дах та перетворилась на арену. В тому ж році команду очолив чехословацький спеціаліст Карел Гут, він тренуватиме клуб три роки, за цей час баварці щороку просувались вище в підсумковій таблиці. Сезон 1969/70 став для «Ландсгуту» чемпіонським, клуб завершив попередній раунд на першому місці випередивши багаторазових чемпіонів ХК «Фюссен» на чотири очка, у фінальному раунді баварці знову перші, а відповідно чемпіони. Найвідоміші гравці: Алоїс Шлодер, Руді Гейтманек та Зепп Шрамм. У Кубку європейських чемпіонів 1970/71 клуб вдало стартував перегравши в серії з двох матчів італійський клуб «Кортіна-д'Ампеццо» 4:3 та 5:2, але через участь незаявленого гравця клуб було дискваліфіковано.
У наступних сезонах команда з Баварії входила виключно до групи лідерів, а Алоїс Шлодер та Еріх Кюнгакль ставали найкращими бомбардирами чемпіонату. У сезоні 1974/75 почалось омолодження складу, правда при цьому клуб зазнав нищівної поразки 0:10 від «Крефельду», через епідемію грипу лише шість гравців основи були задіяні в тому матчі. 
У наступному сезоні в складі «Ландсгуту» з'явились двоє талановитих молодих гравців: Бернгард Енгельбрехт та Герд Трунчка, вони дуже швидко увійдуть, як в історію клубу так і в історію німецького хокею. На Зимовій Олімпіаді в Інсбруку в складі національної збірної ФРН бронзовими призерами Олімпіади стали: Алоїс Шлодер, Еріх Кюнгакль та Клаус Аугубер, це була найбільша перемога німецького хокею.
Після шостого місця в сезоні 1976/77, клуб уклав контракт з чехословацьким тренером Франтішеком Поспішил на один сезон у якому клуб посів п'яте місце, після провалу в сезоні 1978/79 Франтішек подав у відставку. Четверте місце в сезоні 1979/80 клуб здобув з чехословацькою зіркою Їржі Кохтою. 

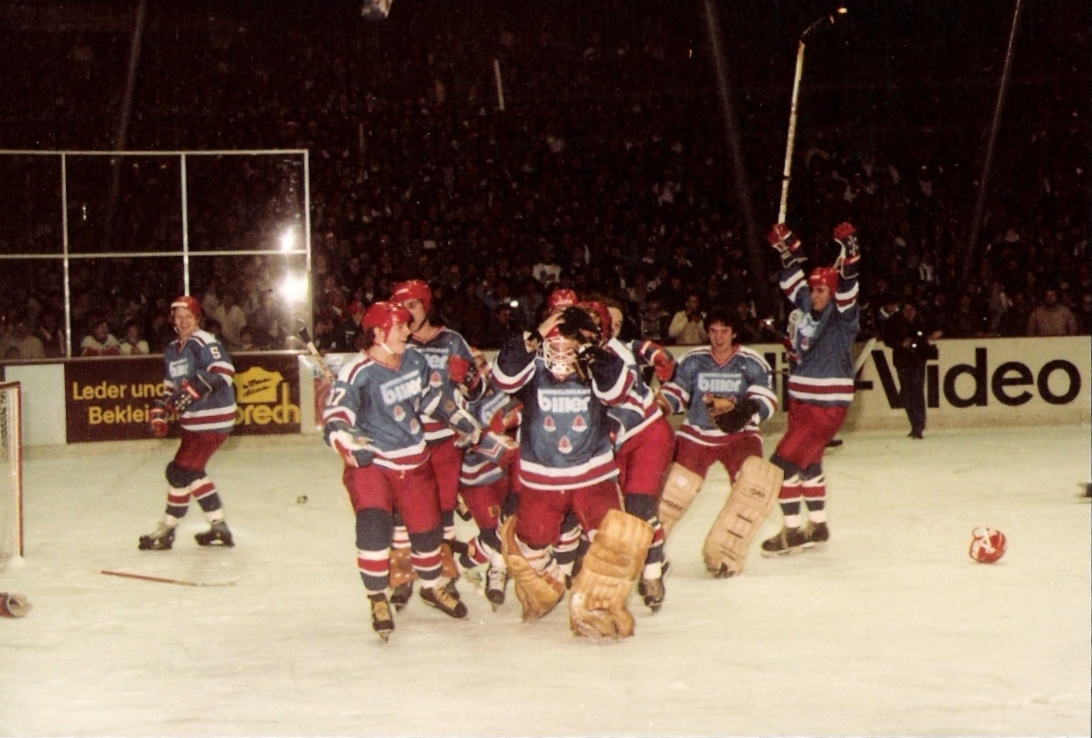
Хокеїсти клубу відзначають перемогу в чемпіонаті, 1983 рік.

У 1980 до клубу повернувся чехословацький тренер Карел Гут, в тому ж сезоні в чемпіонаті Німеччини була введена система плей-оф для виявлення чемпіона, баварці програли в чвертьфіналі СК Берлін. Попередній раунд сезону 1981/82 клуб завершив на першому місці, в чвертьфіналі перемогли Дюссельдорф ЕГ 6:2, 5:2, в півфіналі поступились «Розенгайму» 0:5, 6:3, 3:4, а в матчі за третє місце Кельну 4:7, 8:6, 2:7. Своє друге золото баварці здобули наступного сезону посівши перше місце в регулярному сезоні в плей-оф вони по черзі переграли: Дюссельдорф ЕГ 10:6, 4:3; Кельн 5:2, 3:13, 6:2, 6:3 та у фіналі Маннхаймер ЕРК 2:1, 2:8, 6:4, 5:4. Найкращим бомбардиром чемпіонату став Еріх Кюнгакль — 80 очок (32 + 48).
Сезон 1983/84 клуб провів менш вдало ніж попередній: четверте місце після регулярного чемпіонату та друге місце в плей-оф, поступились «Кельну» 4:5, 6:4, 3:2, 3:4, 0:5. У наступні роки клуб зіткнувся з фінансовими проблемами, як і більшість баварських клубів, зросла заборгованість. Незважаючи на підписання відомих гравців: Тома Ролстона, Матті Гегмен та Тома O'Регана клуб з 1985 по 1989 не проходив далі чвертьфіналу. З 1990 клуб взагалі не попадав до плей-оф, виключенням став 1994 - четверте місце в попередньому раунді та поразка в серії плей-оф від «Кельна» 3:4. На початку 90-х у клубі знову почали з'являтись гравці, що пройшли школу НХЛ, зокрема, Даррен Вітч.

### ДЕЛ (Німецька хокейна ліга, 1994—2000)

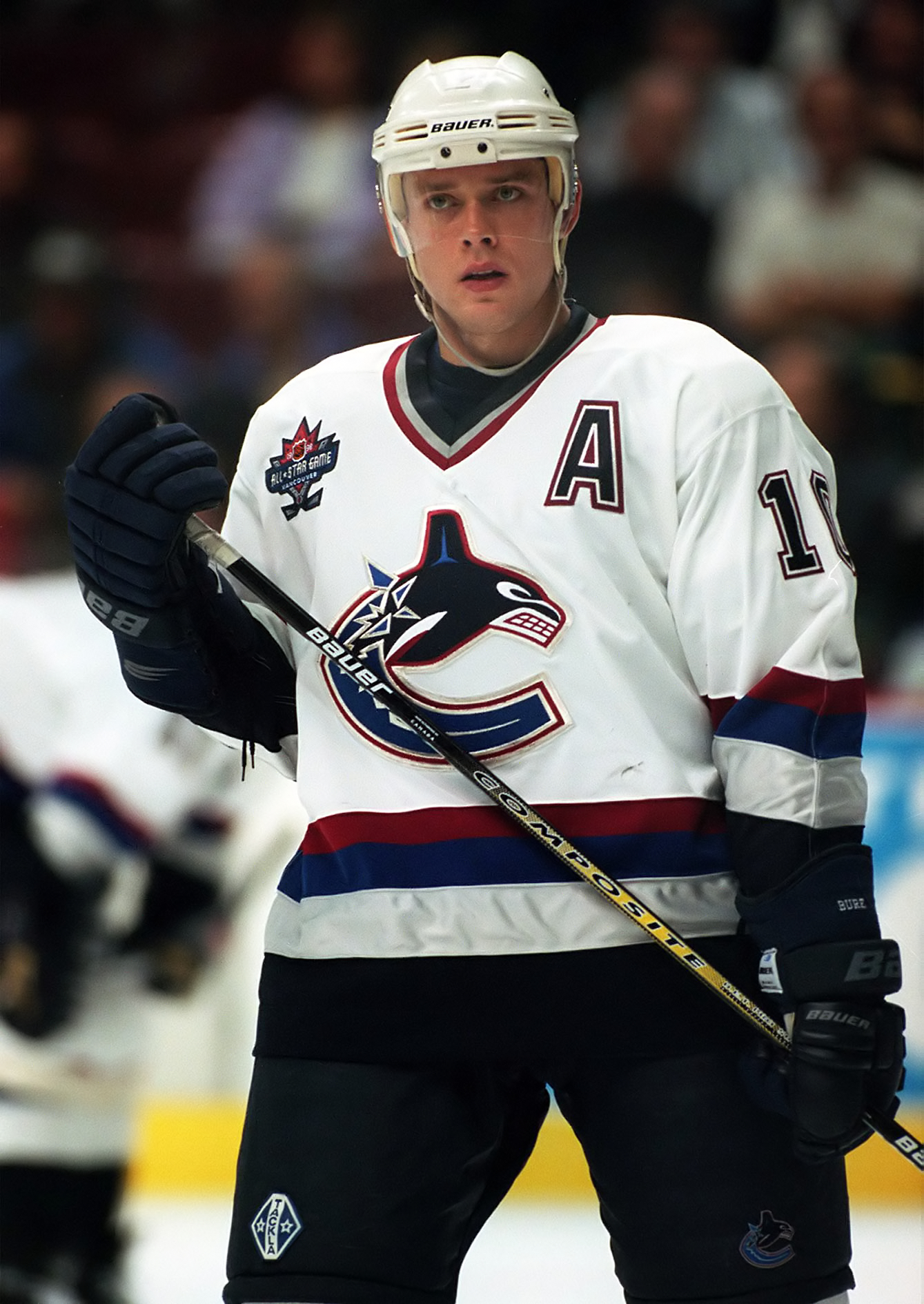
Павло Буре найвідоміший легіонер клубу.

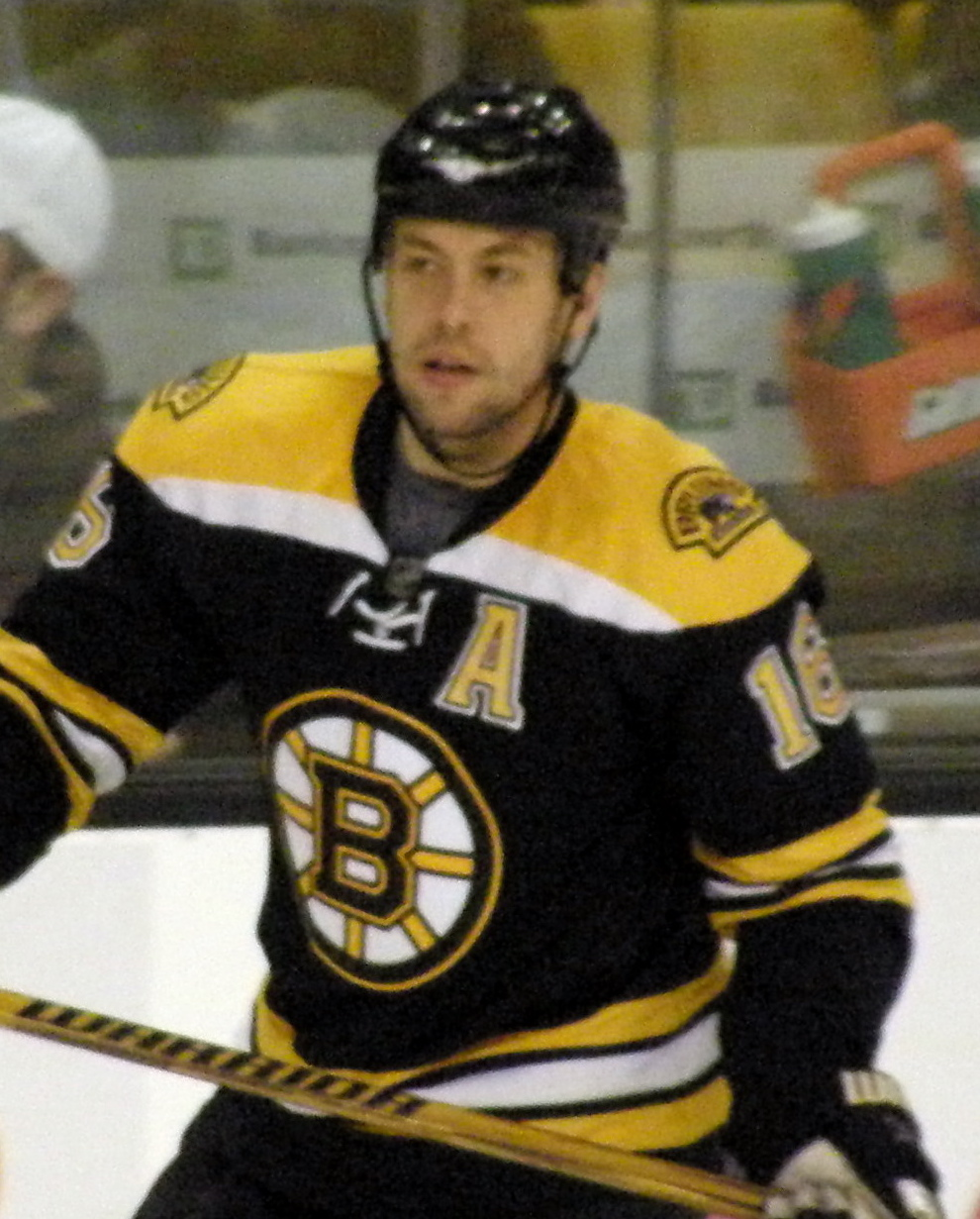
Вихованець клубу Марко Штурм в формі Бостон Брюїнс.

Перед новим сезоном була заснована Німецька хокейна ліга, одним із засновників виступив і баварський клуб. Баварці отримали підкріплення з НХЛ через локаут: Павло Буре, Скотт Янг, Уве Крупп, Марко Штурм та Майк Баллард. Регулярний сезон клуб завершив на другому місці, а в плей-оф ХК «Ландсгут» переміг в першому раунді Вайсвассер 5:1, 5:2, 4:1, 7:3; у чвертьфіналі Кассель Хаскіс 4:3, 6:3, 6:3, 11:4, а в півфіналі Крефельдер ЕВ 3:4 ОТ, 2:5, 6:2, 3:2, 5:0. У фіналі вони протистояли найкращому клубу початку 90-х років «Кельну» та поступились 4:3, 1:5, 4:1, 2:8, 0:4.
Сезон 1995/96 ХК «Ландсгут» завершив на четвертому місці, в плей-оф у першому раунді перемогли «Розенгайм» 7:0, 4:2, 3:5, 5:1; у чвертьфіналі «Адлер Мангейм» 3:2, 4:1, 3:2 ОТ, а в півфіналі поступились «Кельнер Гайє» 2:4, 5:6, 9:6, 4:5 ОТ.
У сезоні 1996/97 баварці потрапили до плей-оф через другий раунд, у чвертьфіналі перемогли «Кельнер Гайє» 3:6, 4:3, 4:2, 3:1, у півфіналі поступились майбутнім переможцям «Адлер Мангейм» 5:7, 2:4, 3:4.
Сезон 1997/98 ХК «Ландсгут» також завершив у півфіналі поступившись «Айсберен Берлін» 4:7, 1:2, 0:2.
Сезон 1998/99 став останнім у ДЕЛ, посівши шосте місце в регулярному чемпіонаті в чвертьфіналі поступились «Адлер Мангейм» програвши серію 0:3, а 12 травня керівництво клубу оголосило про неможливість подальшої участі в лізі через фінансові проблеми. Клуб було позбавлено ліцензії та понижено до аматорської ліги, так через 36 років хокей у місті Ландсгут повернувся на аматорський рівень. Основним воротарем команди з 1993 по 1999 роки, був чех Петр Бржиза.

### 2 Бундесліга та Оберліга південь (2000—2019)
Більшість гравців після скасування ліцензії перейшли до клубу «Мюнхен Баронс» або до інших клубів ДЕЛ. Нова команда складалась з молодих гравців, підсилена Крістофом Шубертом, Маркусом Гундгаммером та чехом Камілем Тупалом. Досвід та молодь зробили свою справу і вже наступний сезон клуб проводить в другій Бундеслізі.
2002 клуб змінює назву на «Ландсгут Каннібалс», а також змінює логотип. Клуб є постійним учасником плей-оф, займаючи в регулярному чемпіонаті місця вище шостого, виключенням став чемпіонат 2010/11, коли посіли восьме місце та вже наступного сезону «каннібали» стають чемпіонами перегравши у фінальній серії Розенгайм Старбуллс 4:2. 
У сезоні 2012/13 клуб знову змінив логотип, посів третє місце у регулярному чемпіонаті та програв у чвертьфіналі «Розенгайм Старбуллс» 2:4.
25 лютого 2013 «Ландсгут Каннібалс» втретє змінив логотип, сезон завершив на п'ятому місці, сезон 2014/15 завершив на шостому місці, в плей-оф дістався півфіналу.
З сезону 2015/16 клуб почав покращувати результати посівши четверте місце за підсумками регулярного чемпіонату, цей успіх повторили в сезоні 2017/18, а вже наступного стали чемпіонами та підвищились до ДХЛ2.

## Досягнення
- Чемпіон Німеччини (2 рази) — 1970, 1983.

## Логотипи клубу
|             |
| 2002 — 2012 |

|             |
| 2012 — 2013 |

|        |
| з 2013 |

## Відомі гравці
- Алоїс Шлодер
- Бернгард Енгельбрехт
- Клаус Аугубер
- Герд Трунчка
- Удо Кісслінг
- Гельмут Штайгер
- Георг Франц
- Ден Івасон
- Поль Ганьє